# Етра (съпруга на Хиперион)
Вижте пояснителната страница за други значения на Етра.
Етра (на старогръцки: Αἴθρα, Aethra, Aithra) e съпруга на титана Хиперион и е майка на Сол (Хелиос), Луна (Селена), Аврора (Еос).
В други източници тя се нарича Тея, сестра и съпруга на Хиперион и майка на Хелиос, Селена и Еос. Тея (Етра) е дъщеря на Гея и Уран и така принадлежи към 12 титани.